# Lotaryngia

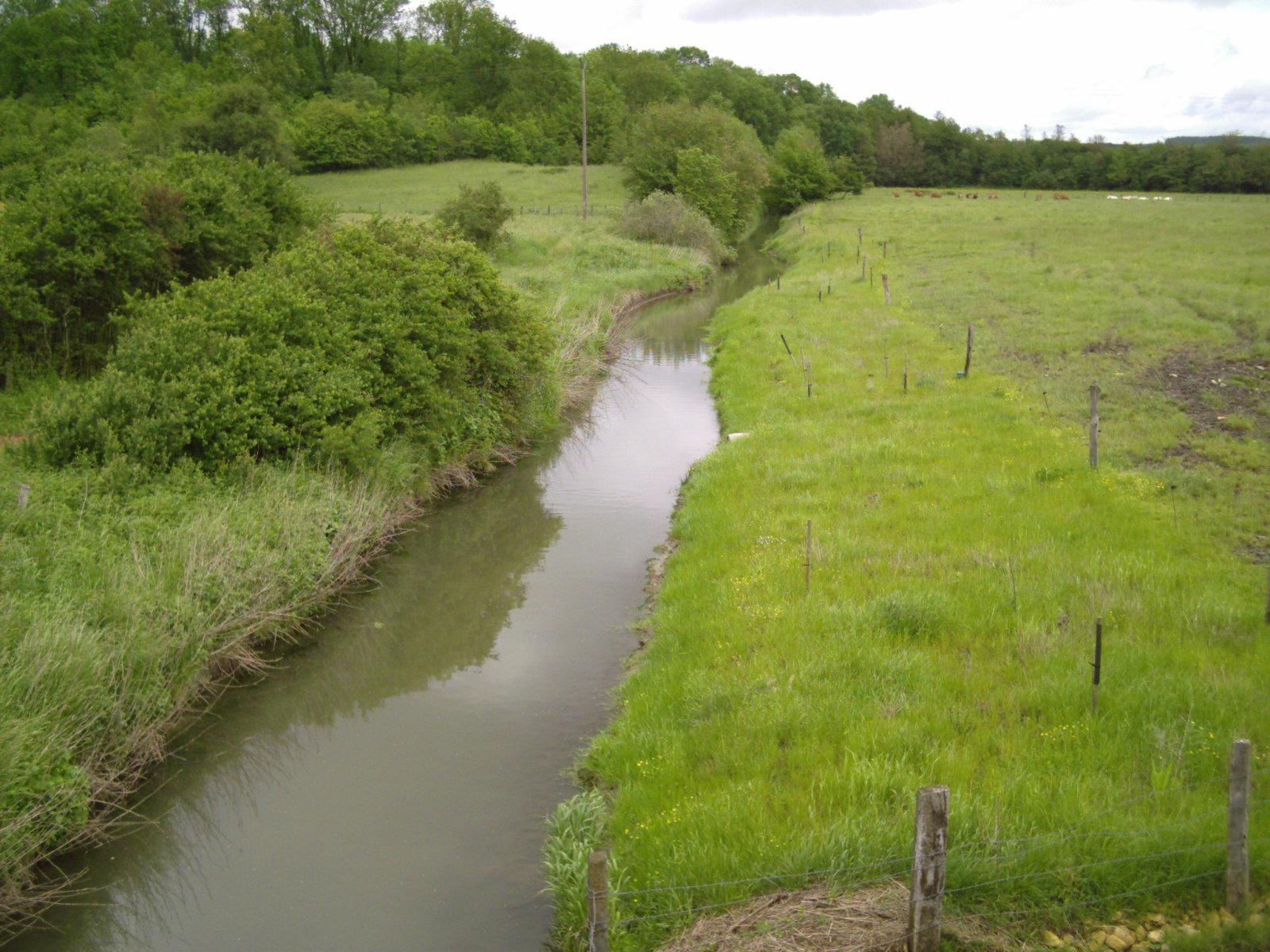
Krajobraz Lotaryngii – rzeka Seille

Lotaryngia (fr. Lorraine, niem. Lothringen, lotar. Louréne) – kraina historyczna i były region administracyjny (1956–2015) w północno-wschodniej Francji. Graniczył z Belgią, Luksemburgiem i Niemcami oraz z regionami: Alzacja, Franche-Comté i Szampania-Ardeny.

## Podział administracyjny
Region Lotaryngia dzielił się na 4 departamenty: 
- Meurthe i Mozela
- Moza
- Mozela
- Wogezy

## Miasta
Największym miastem krainy jest jej stolica Metz (125 tys. mieszkańców). Inne ważne miasta to: 
- Nancy (103,2 tys. mieszkańców)
- Thionville (41,3 tys. mieszkańców)
- Épinal (35 tys. mieszkańców)
- Vandœuvre-lès-Nancy (31,9 tys. mieszkańców)
- Verdun (19,4 tys. mieszkańców)
- Bar-le-Duc (16,8 tys. mieszkańców)

## Ludność
Lotaryngię zamieszkuje 2,3 miliona osób.
Ludność południowej, centralnej i zachodniej części regionu posługuje się na co dzień językiem francuskim, zaś w części północnej przeważają niemieckojęzyczni. Lokalny dialekt języka niemieckiego wyodrębnia się niekiedy jako osobny język – lotaryński.

## Gospodarka
Lotaryngia jest okręgiem przemysłowym o dużym znaczeniu. Są tu eksploatowane złoża węgla kamiennego i rud żelaza, aktywne są ciężkie gałęzie przemysłu (hutnictwo, przemysł maszynowy), a także włókiennictwo. Część regionu zachowuje charakter rolniczy.

## Historia

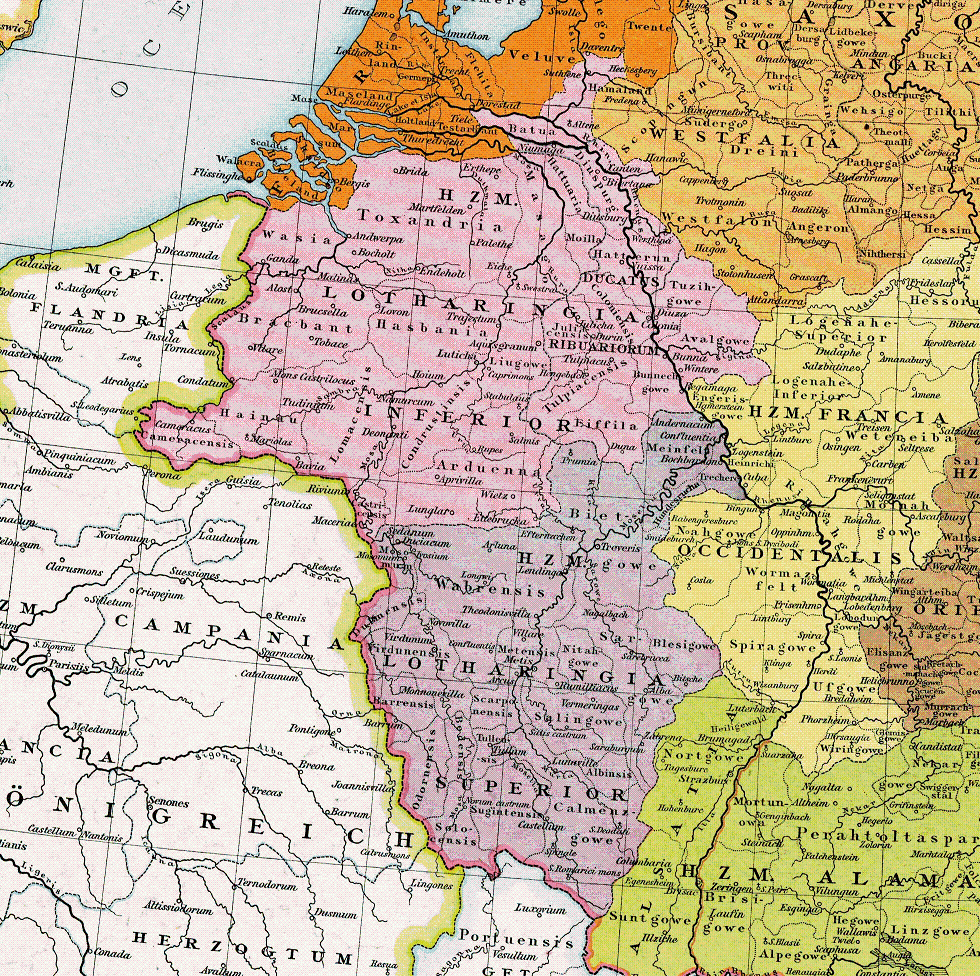
Księstwo Lotaryngii w 1000 (kolor liliowy: Górna, różowy: Dolna, pomarańczowy: Fryzja)

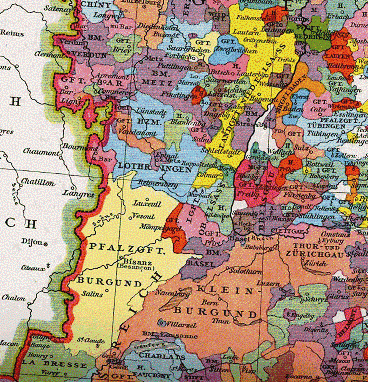
Księstwo Lotaryngii w 1250 (kolor niebieski)

Po śmierci cesarza Ludwika I Pobożnego w 840 obszar Lotaryngii znalazł się w tej części państwa Franków, która przypadła w udziale jego synowi Lotarowi. Po śmierci tego ostatniego, północna część jego władztwa przypadła w udziale jego synowi Lotarowi II. Nazywana była Lotharii Regnum, od czego powstała nazwa „Lotaryngia” – choć granice panowania Lotara II obejmowały nie tylko dzisiejszą Lotaryngię, ale także m.in. dzisiejsze Niderlandy i Nadrenię. Po śmierci Lotara w 869 teren ten stał się obiektem rywalizacji królów wschodnio- i zachodniofrankijskich.
W pierwszej połowie X w. Lotaryngia (nazwa ta wciąż obejmowała całość państwa Lotara II) stała się ostatecznie jednym z księstw Cesarstwa (I Rzeszy). Po buncie księcia Konrada Czerwonego przeciwko cesarzowi Ottonowi I, arcybiskup Kolonii Bruno podzielił w 959 Lotaryngię na dwa księstwa: Lotaryngię Górną (południową) oraz Lotaryngię Dolną (północną). Lotaryngia Dolna obejmowała większość Niderlandów, Fryzję i północną Nadrenię, ale poszczególne regiony zaczęły się usamodzielniać i w końcu XII w. książęta Dolnej Lotaryngii zaczęli się tytułować już tylko książętami Brabancji. W Lotaryngii Górnej (właściwej, która z czasem stała się po prostu Lotaryngią), obejmującej wówczas jeszcze obok dzisiejszej Lotaryngii także obecne Alzację, Luksemburg oraz fragment Nadrenii od połowy XI w. rozpoczęli panowanie książęta z dynastii Châtenois. Stopniowo zasięg władzy książąt górnolotaryńskich topniał (powstało hrabstwo Luksemburga, uniezależniło się arcybiskupstwo Trewiru, lokalni władcy usamodzielniali się w Alzacji); w XIII w. główne miasta Lotaryngii (Metz, Toul, Verdun) także uniezależniły się od książąt lotaryńskich i uzyskały status wolnych miast Rzeszy.
Od XV w. Lotaryngia w coraz większym stopniu zaczęła ulegać wpływom francuskim. Po śmierci ostatniego przedstawiciela dynastii Châtenois w 1453 tron książęcy objęli przedstawiciele jednej z linii Andegawenów. Po śmierci w 1473 ostatniego z tutejszych Andegawenów tron objęli przedstawiciele dynastii Vaudémont (którzy sprawowali tutaj następnie władzę do XVIII w.), roszczenia do Lotaryngii zgłosił także książę burgundzki Karol Zuchwały – zginął jednak podczas oblężenia Nancy w 1477.
Coraz silniejsze wpływy francuskie w tym rejonie zaowocowały rywalizacją pomiędzy królami francuskimi a Habsburgami o dominację nad Lotaryngią. Podczas wojny trzydziestoletniej Lotaryngię okupowały wojska francuskie (od 1633). Ponownie Francuzi wkroczyli do Lotaryngii w 1670 i pozostawali tutaj do 1698. Wkrótce potem ostatecznie ją opanowali: w 1736 ostatni z książąt lotaryńskich Franciszek poślubił dziedziczkę Habsburgów Marię Teresę, ale warunkiem zgody króla francuskiego na ten mariaż było zrzeczenie się przez Franciszka Lotaryngii, co nastąpiło w 1737. W 1738, na mocy pokoju wiedeńskiego, kończącego wojnę sukcesyjną w Polsce, Lotaryngię w dożywotnie posiadanie objął Stanisław Leszczyński. Po jego śmierci 23 lutego 1766 kraj został przyłączony do Francji.
W XIX w. nastąpił tutaj intensywny rozwój gospodarczy (przede wszystkim związany z rozwojem górnictwa i metalurgii). W 1871 w wyniku przegranej przez Francję wojny północna część Lotaryngii wraz z sąsiednią Alzacją została przyłączona do II Rzeszy Niemieckiej jako Alzacja-Lotaryngia. Francusko-niemiecki spór o te tereny był jednym z głównych powodów wybuchu I wojny światowej, na nich też toczyły się przez niemal cały okres wojny zacięte walki (m.in. bitwa pod Verdun). Po jej zakończeniu cała Lotaryngia na mocy traktatu wersalskiego znalazła się na powrót we władaniu Francji. Północna Lotaryngia znalazła się ponownie w granicach Niemiec na krótko, podczas II wojny światowej, po jej zakończeniu powróciła do Francji.